# 肘部管症候群
肘部管症候群（ちゅうぶかんしょうこうぐん）とは、肘内側部において尺骨神経が圧迫、牽引などの物理的ストレスによる神経損傷をうけて引き起こされる疾患群のこと。広義の末梢神経障害（ニューロパチー）の一種である。

## 症状
小指全体と薬指の小指側半分に麻痺が出る。手術等で原因が取り除かれると麻痺は消える場合もあるが、神経自体が衰弱している場合は回復しない可能性もある。筋萎縮が見られることもある。

## 診断・検査
- チネル徴候
- フロマン徴候

## 治療
メチコバールなどのビタミン剤の服薬。鍼灸治療として小海穴に局所治療を行うことがある。圧迫されている尺骨神経を別の場所に移す手術を行う場合もある。